# Скітлавкі
Скітлавкі (пол. Skitławki) — село в Польщі, у гміні Залево Ілавського повіту Вармінсько-Мазурського воєводства.
У 1975-1998 роках село належало до Ольштинського воєводства.